# Šarojskij rajon
Il Šarojskij rajon (in russo Шаройский район?) è un municipal'nyj rajon della Repubblica Autonoma della Cecenia, in Russia.